# Carebaco-Meisterschaft 1997
Die Carebaco-Meisterschaft 1997 im Badminton fand vom 28. bis zum 31. August 1997 auf Barbados in Bridgetown statt. Auf der IBF-Turnierskala erreichte es die Wertung B.

## Sieger und Platzierte
| Disziplin    | Gold                          | Silber                              | Bronze                                    |
| ------------ | ----------------------------- | ----------------------------------- | ----------------------------------------- |
| Herreneinzel | Kenneth Erichsen              | Argyle Maynard                      | Luis Lopezllera                           |
| Herreneinzel | Kenneth Erichsen              | Argyle Maynard                      | Christian Erichsen                        |
| Dameneinzel  | Nigella Saunders              | Chalise Jordan                      | Sabrina Cassie                            |
| Dameneinzel  | Nigella Saunders              | Chalise Jordan                      | Pernille Stærmose-Henningsen              |
| Herrendoppel | Roy Paul jr. Robert Richards  | Christian Erichsen Kenneth Erichsen | Luis Lopezllera Bernardo Monreal          |
| Herrendoppel | Roy Paul jr. Robert Richards  | Christian Erichsen Kenneth Erichsen | Eric Bleau Oscar Brandon                  |
| Damendoppel  | Sabrina Cassie Zuedi Mack     | Dionne Forde Chalise Jordan         | Gloria Chung Pernille Stærmose-Henningsen |
| Damendoppel  | Sabrina Cassie Zuedi Mack     | Dionne Forde Chalise Jordan         | Nadine Julien Stephanie Mitchell          |
| Mixed        | Argyle Maynard Chalise Jordan | Bernardo Monreal Laura Amaya        | Anil Seepaul Zuedi Mack                   |
| Mixed        | Argyle Maynard Chalise Jordan | Bernardo Monreal Laura Amaya        | Kingsley Ford Sasha Henry                 |
| Teams        | Jamaika                       | Barbados                            | Trinidad und Tobago                       |